# Lidija Skoblikovová
Lidija Pavlovna Skoblikovová (rusky Ли́дия Па́вловна Ско́бликова; * 8. března 1939 Zlatoust, Ruská SFSR) je bývalá sovětská rychlobruslařka. S šesti zlatými medailemi je nejúspěšnější rychlobruslařkou zimních olympijských her.
Na Mistrovství světa startovala poprvé v roce 1959, kdy zároveň získala bronzovou medaili. I z následujících pěti ročníků světového šampionátu si vždy odvezla cenný kov, v letech 1960 a 1961 bronz, v roce 1962 stříbro a v letech 1963 a 1964 zlato. Na Zimních olympijských hrách 1960 vyhrála závody na 1500 a 3000 m, na trati 1000 m byla čtvrtá. Svoji sbírku medailí podstatně rozšířila na zimní olympiádě 1964, kde zvítězila ve všech čtyřech ženských distancích 500, 1000, 1500 a 3000 m. Sezóny 1964/1965 a 1965/1966 vynechala, na Mistrovství světa 1967 byla čtvrtá, o rok později sedmá. Zúčastnila se i Zimních olympijských her 1968, kde v závodě na 1500 m dojela jedenáctá a na trati 3000 m šestá. V sezóně 1968/1969 již startovala pouze na menších mezinárodních závodech a sovětském šampionátu a poté ukončila sportovní kariéru.